# Lichas ze Sparty

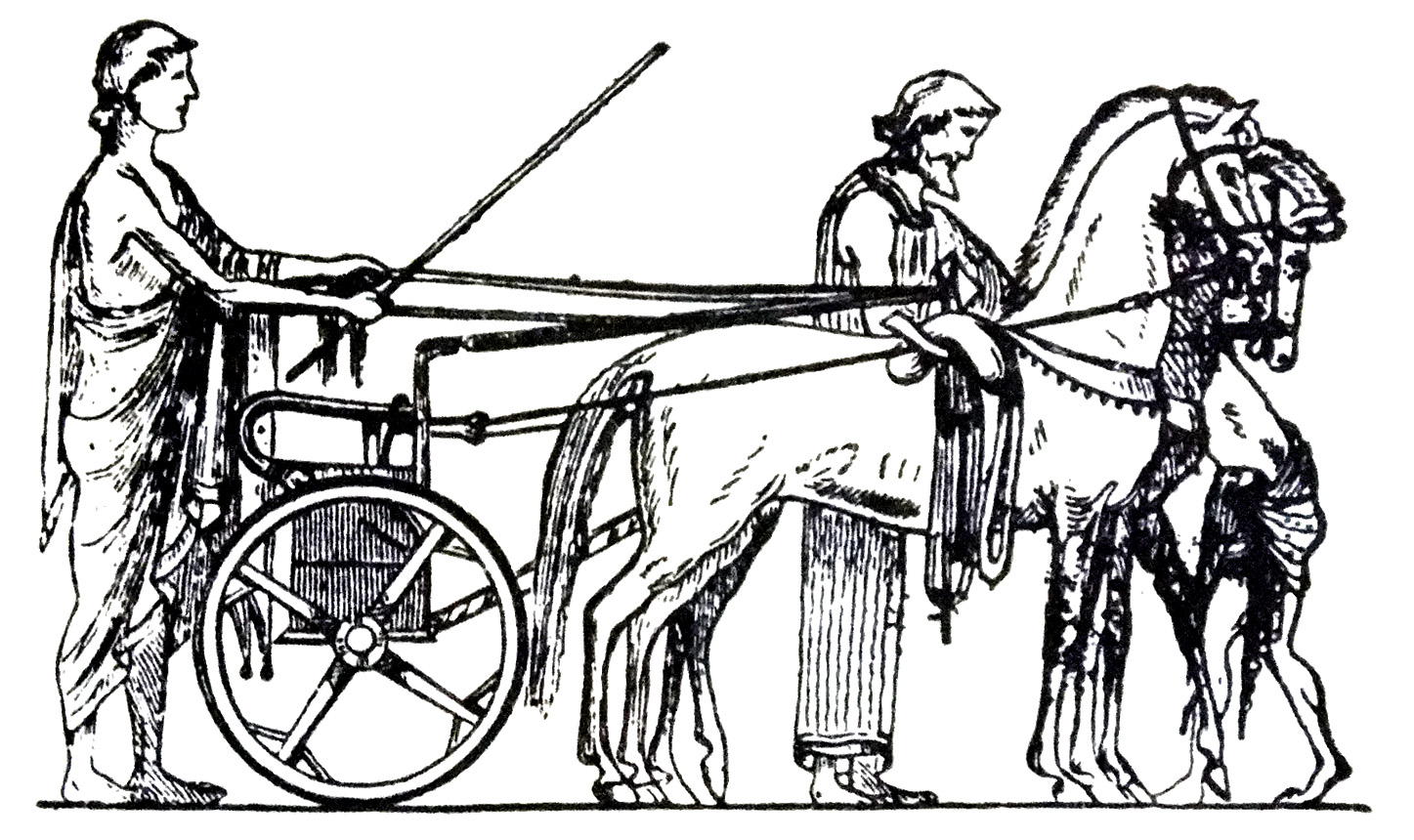
Starogrecki rydwan przeznaczony do wyścigów

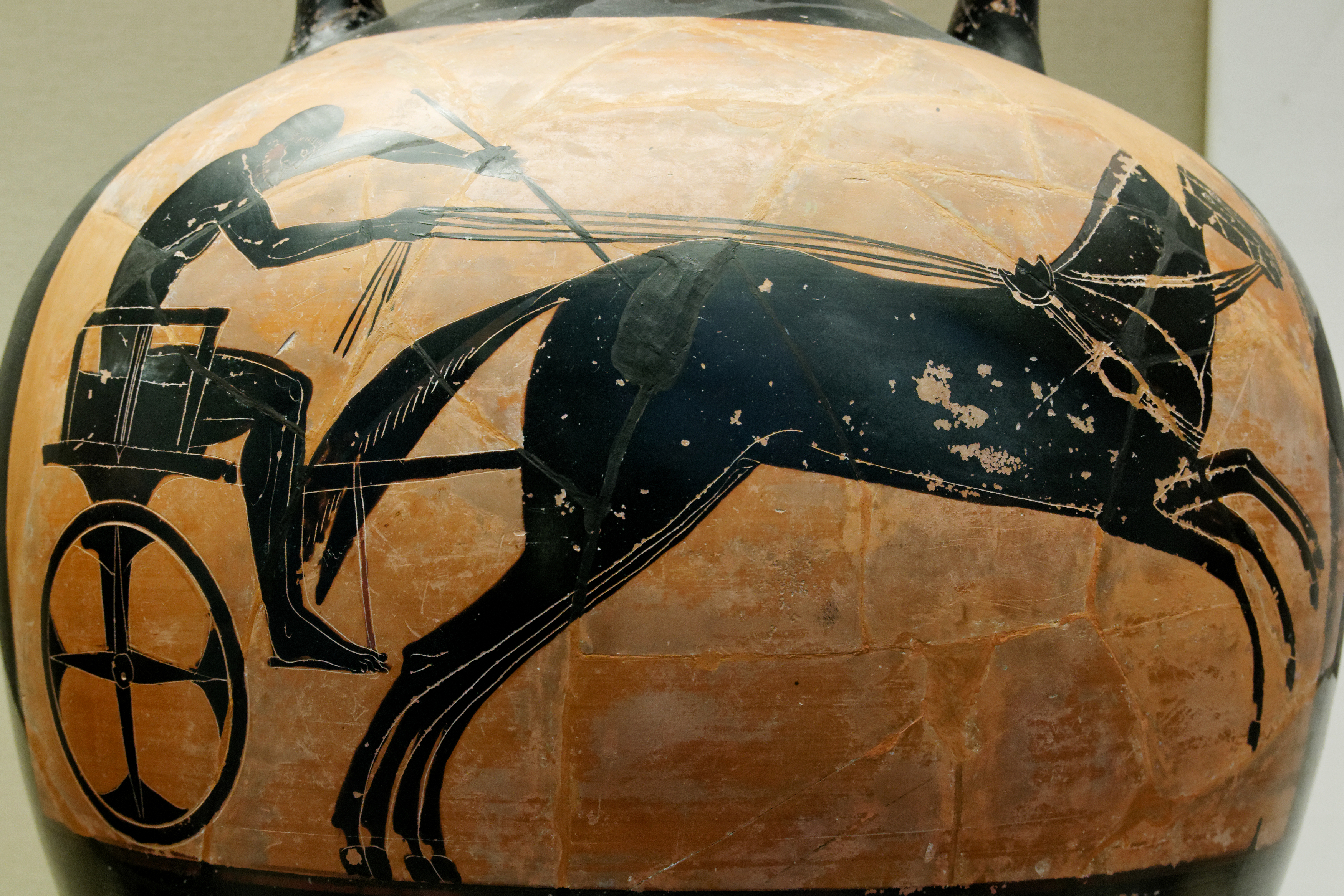
Rydwan podczas wyścigu (waza czarnofigurowa)

Lichas ze Sparty (gr. Λίχας; zm. 411 p.n.e.) – spartański polityk i olimpijczyk, żyjący w V wieku p.n.e.
Był synem Arkezylaosa. Odgrywał znaczącą rolę w życiu politycznym Sparty, może nawet był członkiem Geruzji. Jako argiwski proksenos w Sparcie, w 418 roku p.n.e. posłował z ramienia Lacedemończyków do Argos w celu zawarcia pokoju. Zimą 412 roku p.n.e. wszedł w skład komisji jedenastu, która udała się do Miletu, by negocjować podpisanie traktatu z królem Persji. Był przeciwnikiem układów, nie zgadzając się na perskie roszczenia terytorialne w Azji. Podczas pobytu w Milecie niespodziewanie zachorował i zmarł. 
W 420 roku p.n.e. Lichas wystawił incognito swój zaprzęg w wyścigu rydwanów na igrzyskach olimpijskich, mimo że Spartanie zostali, za złamanie pokoju olimpijskiego, wykluczeni przez Elejczyków z udziału w zawodach. Gdy jego rydwan zwyciężył, Lichas wstąpił na arenę i własnoręcznie uwieńczył skronie woźnicy opaską, zdradzając tym samym, że to jemu przynależy zwycięstwo. Za karę został – pomimo dojrzałego wieku – wychłostany przez straż porządkową, a jego imię oficjalnie wymazano ze spisu olimpioników. Zniewaga Lichasa była jedną z przyczyn najazdu Spartan na Elidę dwadzieścia lat później.